# Lohe-Rickelshof
Lohe-Rickelshof est une commune allemande du Schleswig-Holstein, située dans l'arrondissement de Dithmarse (Kreis Dithmarschen), immédiatement à l'ouest de la ville de Heide. Lohe-Rickelshof fait partie de l'Amt Heider Umland (« Heide-campagne ») qui regroupe onze communes autour de Heide.

## Personnalités liées à la ville
- Hans Bothmann (1911-1946), militaire né à Lohe-Rickelshof.